# Jan Wójcik (ur. 1999)
Jan Franciszek Wójcik (ur. 11 listopada 1999 w Warszawie) – polski koszykarz, występujący na pozycji silnego skrzydłowego, reprezentant kraju, od 2022 zawodnik zespołu Enea Stelmet Zastal Zielona Góra.
W sezonie 2018/2019 reprezentował wraz z bratem bliźniakiem Szymonem drużynę NCAA – Missouri State Bears.
Jest synem wielokrotnego mistrza i reprezentanta kraju Adama Wójcika.

## Osiągnięcia
Stan na 2 maja 2024, na podstawie, o ile nie zaznaczono inaczej.

### Drużynowe
- Mistrz Polski (2022)
- Brązowy medalista mistrzostw Polski (2021)
- Uczestnik międzynarodowych rozgrywek Eurocup (2021/2022)

### Indywidualne
- Zwycięzca konkursu wsadów OBL (2021)[7]

### Reprezentacja
Młodzieżowa
- Wicemistrz Europy U–16 dywizji B (2015)
- Uczestnik mistrzostw Europy U–20 (2019 – 14. miejsce)